# Ludmila Engquist
Ludmila Engquist (née le 21 avril 1964 à Tcheliabinsk en URSS) est une athlète russe naturalisée suédoise, spécialiste sur 60 m haies et sur 100 m haies. Née Leonova, elle est plus connue sous son premier nom de mariage Ludmila Narozhilenko qu'elle porte jusqu'en 1996.
En 2015, elle est la quatrième athlète ex aequo la plus rapide de tous les temps sur 100 m haies avec un chrono de 12 s 26 après les Bulgares Yordanka Donkova (12 s 21) et Ginka Zagorcheva (12 s 25), l'Américaine Kendra Harrison(12 s 24) et à égalité avec Brianna Rollins et devant Sally Pearson (12 s 28).

## Carrière
Mariée dès 1982, Engquist a un enfant en 1984, Natasha, avant son arrivée en athlétisme, en 1986 ; à cette date, elle réalise 13 s 41 à Briansk. En 1988, elle se révèle en réalisant un temps de 12 s 62 sur 100 mètres haies. Qualifiée aux Jeux olympiques d'été de 1988 à Séoul en Corée du Sud, elle réédite sa performance en quart de finale mais en demi-finale, elle chute et ne peut terminer la course, elle ainsi éliminée.
Championne du monde en salle et en plein air en 1991, elle domine le début de saison de l'année 1992 en réalisant 12 s 26 le 6 juin à Séville. Favorite du 100 m haies aux Jeux Olympiques de Barcelone, elle se blesse au tendon en quart de finale et ne participe pas à la demi-finale.
En février 1993, elle est suspendu quatre ans pour usage de stéroïdes lors du meeting de Liévin ; elle se défend et explique à l'IAAF que ces produits sont dus à la prise de médicaments administrés à son insu dans un hôpital, elle se serait en effet évanouie à la suite du décès de sa mère. Elle est néanmoins suspendue mais en décembre 1995, l'IAAF décide de lever la suspension pour circonstances exceptionnelles, il persiste en effet encore un doute sur le dopage de Narozhilenko.
Elle obtient la nationalité suédoise en juin 1996, peu de temps avant les Jeux olympiques d'Atlanta. Elle gagne la médaille d'or à Atlanta et devient la première championne olympique suédoise d'athlétisme de l'histoire . Elle confirme sa suprématie mondiale l'année suivante en devenant Championne du monde à Athènes. 
En 1999, on lui diagnostique un cancer du sein. Après quelques chimiothérapies, elle se concentre sur sa carrière d'athlète qu'elle avait mis entre parenthèses et fait un retour courageux aux Championnats du monde de Séville où elle enlève la médaille de bronze.
En 2002, alors qu'elle tente une reconversion dans le bobsleigh, elle est de nouveau contrôlée positive aux stéroïdes lors des trials à Lillehammer. Ce contrôle provoque une grande détresse chez l'ancienne hurdleuse et arrête ses espoirs devenir olympienne aux Jeux olympiques d'hiver également.

### Palmarès
Lors des compétitions en salle, l'épreuve est le 60 m haies, sinon c'est le 100 m haies
| Date | Compétition                    | Lieu      | Résultat | Performance |
| ---- | ------------------------------ | --------- | -------- | ----------- |
| 1989 | Championnats d'Europe en salle | La Haye   | 2e       | 7 s 94      |
| 1989 | Championnats du monde en salle | Budapest  | 2e       | 7 s 83      |
| 1989 | Coupe du monde des nations     | Barcelone | 2e       | 12 s 80     |
| 1990 | Championnats d'Europe en salle | Glasgow   | 1re      | 7 s 74      |
| 1990 | Goodwill Games                 | Seattle   | 2e       | 12 s 88     |
| 1990 | Championnats d'Europe          | Split     | 5e       | 12 s 97     |
| 1991 | Championnats du monde en salle | Séville   | 1re      | 7 s 88      |
| 1991 | Championnats du monde          | Tokyo     | 1re      | 12 s 59     |
| 1992 | Championnats d'Europe en salle | Gênes     | 1re      | 7 s 82      |
| 1996 | Jeux olympiques d'été          | Atlanta   | 1re      | 12 s 58     |
| 1996 | Finale du Grand Prix IAAF      | Rome      | 1re      | 12 s 61     |
| 1997 | Championnats du monde          | Athènes   | 1re      | 12 s 50     |
| 1997 | Finale du Grand Prix IAAF      | Fukuoka   | 2e       | 12 s 48     |
| 1999 | Championnats du monde          | Séville   | 3e       | 12 s 47     |

### Records personnels
| Épreuve          | Performance | Lieu    | Date        |
| ---------------- | ----------- | ------- | ----------- |
| 100 mètres       | 11 s 04     | Hania   | 31 mai 1992 |
| 100 mètres haies | 12 s 26     | Séville | 6 juin 1992 |

| Épreuve          | Performance | Lieu         | Date            |
| ---------------- | ----------- | ------------ | --------------- |
| 50 mètres haies  | 6 s 65      | Grenoble     | 7 février 1993  |
| 60 mètres haies  | 7 s 69      | Tcheliabinsk | 4 février 1990  |
| 100 mètres haies | 12 s 64     | Turin        | 10 février 1997 |